# Automolis chryseis
Automolis chryseis là một loài bướm đêm thuộc phân họ Arctiinae, họ Erebidae.